# The Tears of Hercules
The Tears of Hercules é o trigésimo segundo álbum de estúdio do cantor e compositor britânico Rod Stewart. Foi lançado em 12 de novembro de 2021 pela Warner e Rhino. Foi produzido por Stewart e Kevin Savigar.

## Antecedentes
Stewart iniciou uma parceria de composição e produção com Kevin Savigar no início da década de 2010, e eles obtiveram amplo sucesso comercial com Time (2013), Another Country (2015) e Blood Red Roses (2018). Ele então lançou uma série de álbuns de compilação, incluindo You're in My Heart, Cupid e um box set de material gravado entre 1975 e 1978.
A faixa-título foi escrita pelo cantor e compositor canadense Marc Jordan e pelo compositor Stephan Moccio, e lançada originalmente no álbum de Jordan Make Believe Ballroom (2004).

## Lançamento e promoção
The Tears of Hercules foi lançado em 12 de novembro de 2021. "One More Time" foi lançado como single principal em 16 de setembro de 2021, com um videoclipe filmado em Londres em 21 de agosto. "Hold On" foi lançado como segundo single em 15 de outubro. "I Can't Imagine" foi liberado em seguida, no dia 5 de novembro, com um videoclipe de acompanhamento. No dia do lançamento, Stewart promoveu o álbum em programas de televisão, incluindo The Kelly Clarkson Show, The Late Show with Stephen Colbert e The Graham Norton Show.

## Críticas
| Críticas profissionais | Críticas profissionais |
| Pontuações agregadas   | Pontuações agregadas   |
| Fonte                  | Avaliação              |
| ---------------------- | ---------------------- |
| Metacritic             | 57/100                 |
| Avaliações da crítica  |                        |
| Fonte                  | Avaliação              |
| AllMusic               | [ 8 ]                  |
| American Songwriter    | [ 9 ]                  |
| Classic Rock           | [ 10 ]                 |
| The Independent        | [ 11 ]                 |

The Tears of Hercules foi recebido com avaliações mistas de críticos musicais. No Metacritic, que atribui uma nota máxima de 100, o álbum recebeu uma média ponderada de 57 pontos com base em 5 avaliações.
Referindo-se à composição, Stephen Thomas Erlewine do AllMusic escreveu que Stewart está "em um estado de espírito decididamente mais solto" do que estava em Time (2013). Ele descreveu o álbum como "alternadamente desconcertante, absurdo, doce e cativante". Escrevendo para revista Classic Rock, Paul Moody afirmou que Stewart "sempre foi um intérprete mestre do material de outras pessoas", descrevendo a faixa-título como uma "balada atmosférica". No American Songwriter, Hal Horowitz criticou a composição e a produção, mas afirmou que "alguns momentos quase salvaram esta música de ir para a pilha de 'boa sorte na próxima vez'". Em uma avaliação negativa para The Independent, Roisin O'Connor descreveu o trabalho como um "festival de 12 faixas" onde "Stewart celebra o amor carnal entre músicas sobre seu falecido pai".

## Faixas
| N.º            | Título                                     | Compositor(es)             | Duração |  |
| 1.             | "One More Time"                            | Rod Stewart Kevin Savigar  | 3:58    |  |
| 2.             | "Gabriella"                                | Stewart Savigar            | 3:33    |  |
| 3.             | "All My Days"                              | Stewart Savigar            | 3:37    |  |
| 4.             | "Some Kind of Wonderful"                   | John Ellison               | 3:02    |  |
| 5.             | "Born to Boogie (A Tribute to Marc Bolan)" | Stewart Emerson Swinford   | 3:43    |  |
| 6.             | "Kookooaramabama"                          | Stewart Savigar            | 3:43    |  |
| 7.             | "I Can't Imagine"                          | Stewart Savigar Swinford   | 3:35    |  |
| 8.             | "The Tears of Hercules"                    | Marc Jordan Stephan Moccio | 4:10    |  |
| 9.             | "Hold On"                                  | Stewart Savigar            | 4:19    |  |
| 10.            | "Precious Memories"                        | Stewart Savigar            | 3:59    |  |
| 11.            | "These Are My People"                      | Johnny Cash                | 2:57    |  |
| 12.            | "Touchline"                                | Stewart Savigar            | 3:55    |  |
| Duração total: | Duração total:                             | Duração total:             | 44:31   |  |

## Paradas musicais

### Paradas semanais
| Parada (2021)                         | Melhor posição |
| ------------------------------------- | -------------- |
| Austrália (ARIA)                      | 39             |
| Áustria (Ö3 Austria Top 40)           | 23             |
| Bélgica (Ultratop Flandres)           | 52             |
| Bélgica (Ultratop Valônia)            | 70             |
| Países Baixos (Dutch Charts)          | 81             |
| Alemanha (Offizielle Deutsche Charts) | 17             |
| Hungria (MAHASZ)                      | 4              |
| Irlanda (Official Irish Albums)       | 11             |
| Polónia (ZPAV)                        | 43             |
| Portugal (AFP)                        | 46             |
| Escócia (Official Scottish Albums)    | 4              |
| Espanha (PROMUSICAE)                  | 48             |
| Suécia (Sverigetopplistan)            | 46             |
| Suíça (Schweizer Hitparade)           | 27             |
| Reino Unido (Official Albums Chart)   | 5              |

### Paradas de fim de ano
| Parada (2021)     | Posição |
| ----------------- | ------- |
| Hungria (MAHASZ)  | 60      |
| Reino Unido (OCC) | 97      |